# Tokyo Police Club
Tokyo Police Club fue una banda de indie rock de Newmarket, Ontario, Canadá. Consiste en el vocalista y el bajista David Monks (nacido el 22 de diciembre de 1987), el tecladista Graham Wright (nacido el 16 de febrero de 1987), el guitarrista Josh Hook (nacido el 11 de mayo de 1987), y el baterista Greg Alsop (nacido el 21 de marzo de 1985).
La banda anunció su separación en 2024.

## Historia
Corría el año 1999 y nacía la banda Suburbia, con Will Currie en las voces y Graham Wright en la guitarra y teclados. Poco tiempo después se unió Josh Hook con la guitarra. En un inicio practicaban en el garaje de Hook. Luego se integra el bajista Ryan, pero al poco tiempo se retira y entra David Monks reemplazándole, un viejo amigo de la banda. Así se inició Suburbia, de ellos se conoce un tema llamado Gabriel. Poco después se retira Will Currie , en la actualidad en Will Currie & the french country.
La idea de TPC comenzó un día en el que Greg, Josh, Dave, y Graham se reunieron porque extrañaban tocar juntos pues su banda anterior se había desintegrado algunos meses atrás. Para cuando llegó el verano TPC había ganado algo de fama y tocaba en pequeñas presentaciones en el área de Toronto, aunque muy poca gente parecía interesada en lo que hacían. Parecía que la banda terminaría aquí, con los miembros preparados para tomar su propio rumbo en cuanto llegara el otoño, pero antes de que esto sucediera el destino intervino y fueron invitados a participar en el festival Pop Montreal donde por primera vez tocaron para un público que de verdad estaba interesado en su música; fue entonces cuando decidieron romper el corazón de sus madres y perseguir el más impalpable de los sueños: una carrera en el negocio de la música.
Empezaron entonces a tocar en algunos shows en Toronto ganando algo de reputación y en enero del 2006 Tokyo Police Club firmó con Paperbag Records para lanzar su EP debut en Canadá.
En abril, A Lesson in Crime fue lanzado, y la banda ha estado de gira desde entonces.
La banda aparece en Desperate Housewives en la guerra de bandas interpretando a Cold Splash en el 2008.
El grupo anuncio oficialmente que se separarian en el 2024.

## Discografía

### Álbumes
- Elephant Shell (2008)
- Champ (2010)
- Ten Songs, Ten Years, Ten Days (2011)
- Forcefield (2014)
- TPC  (2018)

### EP
- A Lesson in Crime
- Smith

### Sencillos
| Año  | Sencillos                   | Posicionamiento en listas | Posicionamiento en listas | Posicionamiento en listas | Posicionamiento en listas | Álbum             |
| Año  | Sencillos                   | CAN                       | CAN Alt                   | CAN Rock                  | BEL                       | Álbum             |
| ---- | --------------------------- | ------------------------- | ------------------------- | ------------------------- | ------------------------- | ----------------- |
| 2006 | "Nature of the Experiment"  | –                         | –                         | –                         | –                         | A Lesson in Crime |
| 2007 | "Cheer It On"               | –                         | –                         | –                         | –                         | A Lesson in Crime |
| 2007 | "Citizens of Tomorrow"      | –                         | –                         | –                         | –                         | A Lesson in Crime |
| 2007 | "Your English Is Good"      | –                         | –                         | –                         | –                         | Elephant Shell    |
| 2008 | "Tessellate"                | 63                        | –                         | –                         | –                         | Elephant Shell    |
| 2008 | "In a Cave"                 | –                         | –                         | –                         | –                         | Elephant Shell    |
| 2008 | "Graves"                    | –                         | –                         | –                         | –                         | Elephant Shell    |
| 2010 | "Breakneck Speed"           | –                         | –                         | –                         | –                         | Champ             |
| 2010 | "Wait Up (Boots of Danger)" | –                         | 7                         | –                         | –                         | Champ             |
| 2010 | "Bambi"                     | –                         | 5                         | –                         | 39                        | Champ             |
| 2011 | "Favourite Colour"          | –                         | 12                        | –                         | –                         | Champ             |
| 2014 | "Hot Tonight"               | –                         | –                         | –                         | –                         | Forcefield        |